# K Ориона
74 Ориона (74 Orionis, k Ориона, k Orionis, сокращ. 74 Ori, k Ori) — звезда в экваториальном созвездии Орион. Звезда имеет видимую звёздную величину +5,04m  и, согласно шкале Бортля, звезда видна невооружённым глазом на пригородном/городском небе (англ. Suburban/urban transition).
Из измерений параллакса, полученных во время миссии Gaia  известно, что звезда удалена примерно на 63,7 св. лет (19,53 пк) от Земли. Звезда наблюдается севернее 78° ю.ш., то есть видна практически на всей территории обитаемой Земли, за исключением приполярных областей Антарктиды. Лучшее время наблюдения — декабрь.
Звезда 74 Ориона движется довольно медленно относительно Солнца: её радиальная гелиоцентрическая скорость равна 9 км/с, что на 10% меньше скорости местных звёзд Галактического диска, а также это значит, что звезда удаляется от Солнца. Звезда приближалась к Солнцу на расстояние 56,3 св. лет 401 000 лет назад, когда она увеличит свою яркость на 0,26m до величины 4,78m (то есть светила как Ро Козерога светит сейчас). По небосводу звезда движется на северо-восток, проходя по небесной сфере со 0,204 угловых секунд в год.
Средняя пространственная скорость 74 Ориона имеет компоненты (U, V, W)=( -12.8, 7.9, 14.3), что означает U=−12,8 км/с (движется от галактического центра), V=7,9 км/с (движется по направлению галактического вращения) и W=14,3 км/с (движется в направлении северного галактического полюса).

## Имя звезды
k Ориона (латинизированный вариант лат. k Orionis) является обозначениями Байера, данное звезде в 1603 году. 74 Ориона (латинизированный вариант лат. 74 Orionis) являются обозначением Флемстида.
Обозначения компонентов как 74 Ориона AB и AC вытекают из конвенции, используемой Вашингтонским каталогом визуально-двойных звёзд (WDS) для звёздных систем, и принятого Международным астрономическим союзом (МАС).

## Свойства 74 Ориона
74 Ориона — судя по её спектральному классу F5V  звезда является карликом спектрального класса F, что указывает на то, что водород в ядре звезды ядерным «топливом», то есть звезда находится на главной последовательности. Масса звезды несколько велика (примерно на 10%) для её спектрального класса и равна 1,39 {\displaystyle M_{\bigodot }}. Звезда излучает энергию со своей внешней атмосферы при эффективной температуре около 6595 К, что придаёт ей характерный жёлто-белый цвет.
В связи с небольшим расстоянием до звезды её радиус может быть измерен непосредственно, и такая попытка была сделана в 1980 году Данные об этом измерении приведены в таблице:
| Имя звезды | Год  | m    | Спектр | D (mas) | Rабс ({\displaystyle R_{\bigodot }}) | Комм.  |
| 74 Ориона  | 1980 | 5.05 | F5IV-V | 0.45    | 0.94                                 | [ 17 ] |
| Вулли 9207 | 1983 | 5.04 | F5V    | —       | 1.1                                  | [ 18 ] |

Сейчас мы знаем, что радиус звезды должен быть 1,3 {\displaystyle R_{\bigodot }}, то есть измерение 1983 года было достаточно точным, в то время как измерению диаметра в 1980 году помешала оптическая-двойственность звезды (вероятнее всего с KUI 26AB). Измерения радиуса сделанные во время миссии Gaia дают примерно такую же картину.
Светимость звезды, равная  3,02 {\displaystyle L_{\bigodot }}, типична для звезды спектрального класса F. Для того, чтобы планета, аналогичная нашей Земле, получала бы примерно столько же энергии, сколько она получает от Солнца, её надо было бы поместить на расстоянии 1,74 а. е., в главный пояс астероидов, а более конкретно, на орбиту астероида Рудра. Причём с такого расстояния 74 Ориона выглядела бы на 20% меньше нашего Солнца, каким мы его видим с Земли — 0,4° (угловой диаметр нашего Солнца — 0,5°).
Звезда имеет поверхностную гравитацию 4,34 СГС или 219 м/с2, то есть на 21% меньше, чем на Солнце (274,0 м/с2). Звёзды, имеющие планеты, имеют тенденцию иметь большую металличность по сравнению Солнцем, одгако 74 Ориона  имеет значение металличности почти солнечное— -0.03, то есть почти 93% от солнечного значения, что позволяет предположить, что звезда «пришла» из других областей Галактики, где было довольно много металлов, и рождено в молекулярном облаке благодаря довольно плотному звёздному населению и большому количеству сверхновых звёзд.
Скорость вращения 74 Ориона  превосходит солнечную почти в 9,4 раз и равна 18,8 км/с, что даёт период вращения звезды — 3,6 дня. 74 Ориона находится на границе существования  «скорости отрыва», которая приходится на спектральный класс F5. Выше него горячее звезды вращаются намного быстрее в результате падения их внешних конвективных слоев. Правда в результате генерирации магнитные поля, в сочетании со звёздными ветрами их вращение замедляется со временем.
Звезда довольно старая и её текущий возраст равен 2,316 млрд. лет. Также известно, что звёзды с массой 1,39 {\displaystyle M_{\bigodot }} живут на главной последовательности порядка 4,0 млрд. лет, то есть очень нескоро (1,66 млрд. лет) 74 Ориона станет красным гигантом, а затем, сбросив внешние оболочки, станет белым карликом.
Предполагая, что эволюция жизни на углеродной основе, носит универсальный характер и полагая, что космосе действуют те же законы, что и на Земле, можно сказать, что на планете аналогичной Земле рядом с 74 Ориона эволюция закончилась на стадии палеопротерозоя, а более конкретно на стадии риасия. В .то время формируются самые древние подвижные многоклеточные организмы.

## История изучения кратности звезды
В 1886 году датский астроном Ханс-Эмиль Лау открыли двойственность 74 Ориона, то есть им открыл компонент С и звёзды вошли в каталоги как LAU 1. В 1958 году американский астроном Дж. Койпер открыл трёхкратность 74 Ориона и звёзды вошли в каталоги как KUI 26.
Согласно Вашингтонскому каталогу визуально-двойных звёзд, параметры этих компонентов приведены в таблице:
| Компонент | Год  | Количество измерений | Позиционный угол | Угловое расстояние | Видимая звёздная величина компонента I | Видимая звёздная величина компонента II |
| AB        | 1958 | 5                    | 163°             | 24″                | 5.04m                                  | 12.50m                                  |
| AB        | 1989 | 5                    | 171°             | 29.7″              | 5.04m                                  | 12.50m                                  |
| AB        | 2000 | 5                    | 174°             | 32.1″              | 5.04m                                  | 12.50m                                  |
| AС        | 1886 | 13                   | 86°              | 206.1″             | 5.04m                                  | 9.01m                                   |
| AС        | 1909 | 13                   | 88°              | 204.0″             | 5.04m                                  | 9.01m                                   |
| AС        | 1922 | 13                   | 89°              | 202.8″             | 5.04m                                  | 9.01m                                   |
| AС        | 2011 | 13                   | 94°              | 195.5″             | 5.04m                                  | 9.01m                                   |

Обобщая все сведения о звезде, можно сказать, что у звезды 74 Ориона, похоже нет ни одного спутника:
- компонент B, звезда 12-й величины, находящаяся на угловом расстоянии 32,1 секунд дуги, имеет каталожный номер KUI 26AB[19]. У звезды , к сожалению, не известен параллакс, однако, во время наблюдений звезда двигалась по прямой, а это явный признак оптически-двойной звезды;
- компонент C, звезда 9-й величины, находящаяся на угловом расстоянии 195,5 секунд дуги, имеет каталожный номер HD 254377[22]. У звезды известен параллакс, и судя по нему, звезда находится на расстоянии 1600 св. лет и соответственно, в систему 74 Ориона не входит.

## Ближайшее окружение звезды
Следующие звёздные системы находятся на расстоянии в пределах 20 световых лет от звезды 74 Ориона (включены только: самая близкая звезда, самые яркие (<6,5m) и примечательные звёзды). Их спектральные классы приведены на фоне цвета этих классов (эти цвета взяты из названий спектральных типов и не соответствуют наблюдаемым цветам звёзд):
| Звезда           | Спектральный класс | Расстояние, св. лет |
| Глизе 320        | G2 V               | 5.25                |
| 71 Ориона        | F6 V               | 9.40                |
| Кси Близнецов    | F5IV-V             | 10.06               |
| OU Близнецов     | K3Vk               | 17.44               |
| 37 Близнецов     | G0 V               | 18.35               |
| Дельта Близнецов | F2VkF0mF0          | 19.89               |

Рядом со звездой, на расстоянии 20 световых лет, есть ещё порядка 10 красных, оранжевых карликов и жёлтых карликов спектрального класса G, K и M, а также 2 белых карлика которые в список не попали.

### Комментарии
1. ↑  Расстояние рассчитано по приведённому значению параллакса
2. ↑  В XX веке спектральный класс звезды определялся как F5IV-V[16], то есть как субгигант с признаками карлика
3. ↑  Угловой диаметр (δ) вычисляется по формуле
{\displaystyle \delta =2\arctan \left({\frac {R_{\mathrm {S} }}{d_{\mathrm {s} }}}\right)}, где RS — радиус звезды, выраженный в а.е.; dS — расстояние до звезды
4. ↑  LAU — ссылка на каталог Ханс-Эмиль Лау[англ.], 1 — номер записи в его каталоге
5. ↑  KUI — ссылка на каталог Дж. Койпера, 26 — номер записи в его каталоге